# Skawa (przystanek kolejowy)
Skawa – mijanka i przystanek osobowy w Skawie, w województwie małopolskim, w Polsce.

## Ruch pasażerski
| Rok  | Wymiana pasażerska na dobę |
| ---- | -------------------------- |
| 2017 | 0-9                        |
| 2022 | 0-9                        |